# Rusty Cooley
Rusty Cooley (Houston, SAD, 27. travnja 1970.) američki je gitarist, poznat po svojoj gitarskoj tehnici. Prozvan je jednim od najboljih gitarista u Sjedinjenim Američkim Državama i majstorom shredding tehnike na gitari. Časopis Guitar Player često ga uspoređuje s Yngwiem Malmsteenom.

## Rani život
Rusty je dobio svoju prvu opremu (gitara Peavey T27 i pojačalo Peavey Decade) za petnaesti rođendan. Od toga dana, Cooley je uronio u svijet glazbe, vježbajući gotovo 4 sata na dan. Rusty je par godina išao na tečaje gitare, ali je kasnije odustao zbog instruktora i odlučio biti samouk.
Njegovi prvi glazbeni uzori bili su: Randy Rhoads, Yngwie Malmsteen, Steve Vai, Paul Gilbert, Vinnie Moore i Tony MacAlpine.
Nakon samo 3 godine sviranja gitare, postao je instruktor u glazbenoj prodavaonici u kojoj je kupio svoju prvu gitaru.
Nakon srednje škole, Rusty je studirao glazbenu teoriju.

## Samostalna karijera
Rusty je postao zadivljen samostalnim gitaristima te je počeo svirati već rane 1996. Također je u to vrijeme počeo svirati gitare sa 7 žica. Njegov debitantski album Rusty Cooley objavila je diskografska kuća Lion Music 2003.

## Podučavanje
Rusty je postao instruktor nakon treće godine sviranja. Također je objavio pet instrukcijskih proizvoda, lekcije za magazine i objavio mnoge lekcije na web stranice kao Shredaholic.

## Diskografija
Samostalni albumi
- Rusty Cooley (2003.)

Book of Reflections
- Book of Reflections (2004.)

Outworld
- Outworld (2006.)

All Shall Perish
- Awaken the Dreamers (2008.)

Austrian Death Machine
- Double Brutal (2009.)

Derek Sherinian
- Molecular Heinosity (2009)[5]

The Sean Baker Orchestra
- Baker's Dozen (2009.)

After the Burial
- In Dreams (2010.)[6]

Michael Angelo Batio
- Intermezzo (2013.)

Rings of Saturn
- Infused (2014.)[7]